# Stephan Eberharter

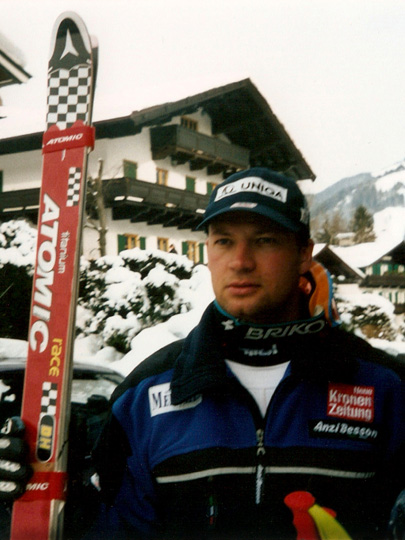

Stephan Eberharter (24 maart 1969) is een voormalige Oostenrijkse alpineskiër.
Hij begint zijn loopbaan in 1989 en ondertekent zijn eerste succes in 1991 bij de wereldkampioenschappen door twee gouden medailles te winnen terwijl hij nog nooit een andere wedstrijd had gewonnen. Men moet echter tot 1998 wachten voor zijn eerste wereldoverwinning bij de reuzenslalom van Crans-Montana.

## Palmares

### Olympische winterspelen
- Nagano (1998)
  - Zilveren medaille in reuzenslalom
- Salt Lake City (2002)
  - Gouden medaille in reuzenslalom
  - Zilveren medaille in super-G
  - Bronzen medaille in afdaling

### Wereldkampioenschap
- Saalbach-Hinterglemm (1991)
  - Gouden medaille in combinatie
  - Gouden medaille in super-G
- Sankt Anton (2001)
  - Zilveren medaille in super-G
- Sankt Moritz (2003)
  - Gouden medaille in super-G